# Kaarlo Koskimies (tidningsman)
Kaarle Yrjö (Kaarlo) Koskimies (till 1906 Forsman), född 8 maj 1881 i Helsingfors, död där 25 juni 1951, var en finländsk tidningsman och universitetstjänsteman. 
Koskimies avlade studentexamen 1898 och engagerade sig därefter i nästan två decennier i studentpolitiken samt tillhörde hösten 1917 Aktiva kommittén, som ledde självständighetsrörelsen. Han utsågs 1922 på politiska grunder till chefredaktör för Uusi Suomi och lyckades med hjälp av sin administrativa förmåga nästan komma ifatt Helsingin Sanomat i upplaga. Någon lysande journalist var han däremot inte, och efter Mäntsäläupproret 1932 blev han som moderat samlingspartist tvungen att avgå. Han innehade från 1915 olika befattningar vid Helsingfors universitet och var slutligen 1935–1949 universitetssekreterare. Han tilldelades kansliråds titel 1940.